# Купленка (Могилёвская область)
Ку́пленка (бел. Купленка) — нежилой посёлок, входивший в состав Мощаницкого сельсовета Белыничского района Могилёвской области Белоруссии и упразднённый в 2015 году.
До декабря 2012 года входил в состав упразднённого Эсьмонского сельсовета.

## Население
- 2010 год — 0 человек